# فولكان أرسلان
فولكان أرسلان (29 أغسطس 1978 بهانوفر في ألمانيا - ) هو لاعب كرة قدم تركي وألماني في مركز الوسط. شارك مع منتخب تركيا تحت 17 سنة لكرة القدم ومنتخب تركيا ب لكرة القدم ‏ ومنتخب تركيا لكرة القدم. أما مع النوادي، فقد لعب مع أضنة سبور وأنطاليا سبور وأنقرة غوجو وأوردو سبور وروت فايس إيسن وعثمانلي سبور وغازي عنتاب سبور وغلطة سراي وهانوفر 96 وأيوب سبور وكوجالي سبور وBozüyükspor ‏.

## وصلات خارجية
- فولكان أرسلان على موقع الاتحاد الدولي (مؤرشف)  (الإنجليزية)
- فولكان أرسلان على موقع اتحاد تركيا (لاعب) (الإنجليزية)
- فولكان أرسلان على موقع قاعدة بيانات كرة القدم.إي يو (الإنجليزية)
- فولكان أرسلان على موقع بيانات كرة القدم. دي إي (الألمانية)
- فولكان أرسلان على موقع ناشيونال فوتبول تيمز (الإنجليزية)
- فولكان أرسلان على موقع Soccerway.com (الإنجليزية)
- فولكان أرسلان على موقع عالم كرة القدم.نت (الإنجليزية)